# فرودگاه صحرایی هایسان
فرودگاه صحرایی هایسان (به انگلیسی: Hyesan Airfield) یک فرودگاه نظامی است . این فرودگاه در کشور کره شمالی قرار دارد و در ارتفاع ۷۱۴ متری از سطح دریا واقع شده‌است.